# Brennabor Juwel 6
Der Brennabor Juwel 6 Typ B ist ein Pkw der oberen Mittelklasse, den die Brennabor-Werke 1929 als Nachfolger der A-Typen herausbrachten.
Das Fahrzeug hatte einen 6-Zylinder-SV-Reihenmotor mit 2,46 Litern Hubraum vorne eingebaut. Er entwickelte 45 PS bei 3200/min. Über eine Einscheibentrockenkupplung und ein 3-Gang-Getriebe mit Schalthebel in der Wagenmitte trieb er die Hinterräder an. Die Wagen mit U-Profil-Pressstahl-Rahmen hatten Starrachsen mit halbelliptischen Längsblattfedern (an der Hinterachse in Underslung-Version) und waren als 4-türige Limousine oder Cabrio-Limousine oder 2-türiges Cabriolet verfügbar. Die mechanische Fußbremse wirkte auf alle 4 Räder, die Handbremse auf die Hinterräder.
Analog zu den A-Typen gab es zwei verschiedene Karosserielängen. Das kurze Modell (4050 mm) nannte sich Juwel 6, das lange (4150 mm) Juwel 6 Extra.
Auf Wunsch war der 3,08-Liter-Motor des Typs ASK / ALK mit 55 PS Leistung gegen Aufpreis verfügbar.
Insgesamt entstanden bis 1932 ca. 3.000 Juwel 6 / Juwel 6 Extra. Nachfolger ab 1933 war der Brennabor 2,5 Liter.

## Technische Daten
| Typ                   | Juwel 6 (10/45 PS)         | Juwel 6 Extra (10/45 PS)   |
| Bauzeitraum           | 1929–1932                  | 1929–1932                  |
| Aufbauten             | L4, Cb2                    | L4, Cb2                    |
| Motor                 | 6 Zyl. Reihe 4-Takt        | 6 Zyl. Reihe 4-Takt        |
| Ventile               | stehend (SV)               | stehend (SV)               |
| Bohrung × Hub         | 74 mm × 96 mm              | 74 mm × 96 mm              |
| Hubraum (cm³)         | 2460                       | 2460                       |
| Leistung (PS)         | 45                         | 45                         |
| Leistung (kW)         | 33                         | 33                         |
| bei Drehzahl (1/min.) | 3200                       | 3200                       |
| Drehmoment (Nm)       |                            |                            |
| bei Drehzahl (1/min.) |                            |                            |
| Verdichtung           | 5,2 : 1                    | 5,2 : 1                    |
| Verbrauch             | 13 l / 100 km              | 13 l / 100 km              |
| Getriebe              | 3 Gang mit Mittelschaltung | 3 Gang mit Mittelschaltung |
| Höchstgeschwindigkeit | 85 km/h                    | 85 km/h                    |
| Leergewicht           | 1320 kg                    | 1320 kg                    |
| Zul. Gesamtgewicht    | 1820 kg                    | 1820 kg                    |
| Elektrik              | 6 Volt                     | 6 Volt                     |
| Länge                 | 4050 mm                    | 4150 mm                    |
| Breite                | 1630 mm                    | 1630 mm                    |
| Höhe                  | 1750 mm                    | 1750 mm                    |
| Radstand              | 2850 mm                    | 2850 mm                    |
| Spur vorne / hinten   | 1340 mm / 1340 mm          | 1340 mm / 1340 mm          |
| Wendekreis            |                            |                            |
| Reifen                | 5,00-18"                   | 5,25-18"                   |

- L4 = 4-türige Limousine oder Cabriolimousine
- Cb2 = 2-türiges Cabriolet